# هورنتشرتش (دائرة انتخابية في المملكة المتحدة)
هورنتشرتش (بالإنجليزية: Hornchurch)‏ هي إحدى الدوائر الانتخابية في المملكة المتحدة الممثلة في مجلس العموم في برلمان المملكة المتحدة.
عضو البرلمان الذي يمثلها حالياً هو :James Brokenshire (Con).